# Dead Prez
Dead Prez is een Amerikaans hiphopduo bestaande uit stic.man en M-1. Ze staan bekend om hun maatschappijkritische, militant-socialistische en pan-Afrikaanse teksten. In hun teksten behandelen ze onderwerpen als sociale rechtvaardigheid, institutioneel racisme, politie, kapitalisme, veganisme, onderwijs, het gevangenissysteem, religie, activisme tegen politieke onderdrukking en corporatisme. Dead Prez heeft al op hun eerste album in het nummer "I'm a African" gesteld dat ze zich "ergens tussen N.W.A en P.E." bevinden.

## Geschiedenis
In 1990 ging M-1 naar de Florida Agricultural and Mechanical University. Daar ontmoette hij stic.man en ze raakten bevriend doordat ze overeenkomstige muzieksmaak en politieke voorkeuren hebben. Vooral M-1 raakte in die tijd geïnteresseerd in de Black Panther Party. M-1 sloot zich aan bij de International People's Democratic Uhuru Movement in Chicago en bleef daar drie jaar, terwijl stic.man in Florida was. Na deze periode besloten ze zich gezamenlijk aan het musiceren te wijden.
Lord Jamar van Brand Nubian ontdekte Dead Prez in New York en hielp ze aan een contract met Loud Records. Beginnen bij een groot label als Loud Records (bekend van de Wu-Tang Clan en Mobb Deep) was niet makkelijk, maar na enige tijd begonnen ze een schare fans te verwerven door hun opvallende optredens (ze staan erom bekend dollarbiljetten te verbranden en appels aan het publiek uit te delen, met als boodschap dat ze gezond moeten eten).
In 1998 verschenen ze op Big Puns album Capital Punishment.

## Documentaire
In juni 2006 begon het kabeltelevisienetwerk Starz InBlack met het uitzenden van een documentaire getiteld Dead Prez: It's Bigger Than Hip Hop, geregisseerd door John Threat. De één uur durende documentaire bevat interviews met Dead Prez, Kamel Bell (eigenaar van Ankh Marketing en de zoon van Black Panther Herman Bell), Fred Hampton Jr. (de zoon van de Chief of Staff en woordvoerder van de Black Panthers Fred Hampton); de rapper-dichter Ise Lyfe en hiphopactivist en radiopersoonlijkheid Davey D. Daarin worden onderwerpen zoals de tekortkomingen van het onderwijssysteem, ondernemerschap bij minderheden en sociale revolutie besproken.

## Discografie
Albums
- 2000: Let's Get Free
- 2004: Revolutionary But Gangsta
- 2012: Information Age

Singles
- 1998: Police State
- 1999: Hip Hop
- 2000: Mind Sex
- 2002: Turn Off The Radio
- 2004: Hell Yeah
- 2008: Politrikkks

Mixtapes
- 2006: Can't Sell Dope Forever - The Mixtape (feat. Outlawz)
- 2002: Turn off the Radio: The Mixtape Vol. 1
- 2003: Turn off the Radio: The Mixtape Vol. 2: Get Free or Die Tryin'
- 2009: Turn off the Radio: The Mixtape Vol. 3: Pulse of the People (feat. DJ Green Lantern)
- 2010: Turn off the Radio: The Mixtape Vol. 4: Revolutionary But Gangsta Grillz (feat. DJ Drama)

M-1-soloalbums
- Confidential

stic.man-soloalbums
- Manhood
- Soldier 2 Soldier (feat. Young Noble)
- The Workout